# Grafika Google
Grafika Google (ang. Google Images) – wyszukiwarka internetowa grafiki została uruchomiona w lipcu 2001 roku pod angielską nazwą Google Image Search. Od 9 listopada 2002 dostępna jest w polskiej wersji językowej. Za jej pomocą użytkownicy mogą przeszukiwać pliki graficzne znajdujące się na stronach internetowych. Specjalna wersja Googlebota odnajduje zdjęcia i obrazy, kategoryzuje je pod specyficzne słowa i wysyła miniaturki zdjęć na serwery Google. Stamtąd są one wyświetlane jako wyniki wyszukiwania, razem z linkami do pełnych wersji znalezionych zdjęć i stron internetowych, na których zostały znalezione. W przypisywaniu zdjęciom słów kluczowych pomaga usługa Google Image Labeler – gra polegająca na jak najszybszym otagowaniu wyświetlanych zdjęć.
Wyszukiwarka przeszukuje grafiki w formatach: JPG, GIF, PNG, TIFF.

## Wyszukiwanie obrazem
Cztery sposoby wyszukiwania obrazem:
- Przeciągnij i upuść (obraz znaleziony w sieci lub na komputerze można przeciągnąć w pole wyszukiwania na images.google.pl)
- Prześlij obraz
- Skopiuj i wklej URL obrazu
- Kliknij znalezioną w sieci grafikę prawym przyciskiem myszy.